# Peter Watterson
 (mai 2021).
Si vous disposez d'ouvrages ou d'articles de référence ou si vous connaissez des sites web de qualité traitant du thème abordé ici, merci de compléter l'article en donnant les références utiles à sa vérifiabilité et en les liant à la section « Notes et références ».
Pour les articles homonymes, voir Watterson.
Peter Watterson, né le 26 août 1927 à Swarthmore (Pennsylvanie) et mort le 12 septembre 1996 à Palm Beach (Floride), est un prêtre épiscopalien américain devenu, en 1977, évêque du Sud-Est des États-Unis au sein du Mouvement anglican continué. En 1984, il rejoint l'Église catholique romaine pour laquelle il devient prêtre en 1987, conformément à la Pastoral Provision (en).

## Biographie

### Formation et ministères
Peter Watterson est le fils de Peter Francis Watterson et de son épouse Louise Mohr. Il étudie au Bard College dont il sort diplômé d'un baccalauréat en sciences en 1952.
Il étudie ensuite la théologie à l'Episcopal Divinity School (en). Il obtient un baccalauréat en théologie en 1955 ainsi qu'une maîtrise en théologie en 1957.
Il est ordonné diacre pour l'Église épiscopale en mai 1955, puis prêtre en novembre 1955. De 1955 à 1957, il travaille comme assistant à la paroisse Saint-Jean de Norristown, en Pennsylvanie. De 1957 à 1958, il exerce la charge de vicaire au sein de la paroisse du Rédempteur à Avon Park, en Floride. De 1960 à 1977, il est recteur de la paroisse du Saint-Esprit à West Palm Beach, toujours en Floride. Dans les années 1970, il est actif au sein de l'organisation épiscopalienne pour le droit à la vie.

### Un prélat dissident
À la mi-septembre 1977, il assiste au Congrès de Saint-Louis (en), un rassemblement de religieux épiscopaliens opposés à certaines réformes dans l'Église épiscopale. Deux semaines plus tard, soit le 2 octobre, sa paroisse vote sa scission avec l'Église épiscopale. Le 16 décembre suivant, le diocèse du Sud-Est des États-Unis est fondé et le père Watterson en devient le premier évêque. Le 28 janvier 1978, Watterson et trois autres anciens prêtres épiscopaliens sont consacrés évêques pour leur nouvelle Église, par Charles Doren (en). 
En octobre 1978, une assemblée constituée des membres de la nouvelle Église, initialement nommée Église anglicane en Amérique du Nord, se réunit à Dallas, au Texas, pour discuter d'un projet de constitution. L'ensemble fait face à un désaccord concernant le gouvernement de l'Église et le rôle des évêques. Watterson rejoint alors l'évêque Robert S. Morse pour former un corps séparé. En 1979, ils se réunissent à Hot Springs, dans l'Arkansas, pour former un gouvernement, mais leur collaboration ne dure pas longtemps. Watterson et Morse restent alors à la tête de diocèses indépendants.

### Conversion au catholicisme
En 1984, Watterson démissionne de sa charge d'évêque du Sud-Est des États-Unis. Il est alors reçu dans la pleine communion de l'Église catholique. Marié et père de trois enfants, il peut tout de même avoir accès au sacerdoce en août 1987, date à laquelle il est ordonné prêtre au sein du diocèse de Palm Beach, conformément à la disposition pastorale pour les anciens épiscopaliens (en). Le père Peter Watterson meurt finalement en 1996.